# Кирбач
„Кирбач“ (на ладино: Kirbatch, в превод Бич) е еврейски ладински вестник, излизал в Солун, Гърция от 1909 година.
Вестникът е сатиричен и развлекателен седмичник. През юни 1911 година офисът му и печатницата му изгарят в пожар.